# Corba d'aprenentatge (Star Trek: Voyager)
"Corba d'aprenentatge" (títol original en anglès "Learning Curve") és el setzè i últim episodi de la primera temporada de la sèrie de televisió de ciència-ficció estatunidenca Star Trek: Voyager. La història va ser escrita per Ronald Wilkerson i Jean Louise Matthias, i dirigida per David Livingston. Aquest episodi es va emetre a UPN el 22 de maig de 1995. Va ser vist per 8,3 milions d'espectadors als EUA.
Ambientada al segle XXIV, la sèrie segueix les aventures de la tripulació de la Flota Estel·lar i els Maquis de la nau estel·lar USS Voyager després de quedar encallats al Quadrant Delta lluny de la resta de la Federació. En aquest episodi, Tuvok obliga alguns membres de la tripulació dels Maquis a participar en un programa d'entrenament de la Flota Estel·lar i els sistemes funcionen malament a tota la nau a mesura que els paquets de gel bioneural comencen a fallar. Aquest episodi té diverses estrelles convidades, com ara Derek McGrath com a Chell, Kenny Morrison com a Gerron i Catherine McNeal com a Henley..

## Antecedents i resum
Aquest va ser l'últim episodi de la primera temporada i contribueix al fil narratiu del Maquis, un arc argumental que va abastar tres programes de televisió de Star Trek, incloent-hi La nova generació, Deep Space Nine i Voyager.
A l'episodi pilot inicial de la Voyager, "El Guardià", dues naus oposades (la U.S.S. Voyager de la Flota Estel·lar i la Val Jean dels Maquis) són extretes de les Badlands als quadrants Alfa i Beta, a 70.000 anys llum de distància, al quadrant Delta per un extragalàctic que segresta les tripulacions de la Voyager i la Val Jean. La tripulació de la Val Jean és reclutada a la tripulació de la Voyager després de la destrucció de la seva pròpia nau mentre repel·leix un atac d'una nau de guerra Kazon. Els episodis posteriors estableixen la fricció contínua entre els membres de la tripulació de la Flota Estel·lar i els Maquis, malgrat el seu objectiu comú de tornar a casa, al quadrant Alfa.
L'episodi il·lumina les motivacions dels Maquis en general, i en particular, la lluita d'un membre de la tripulació que continua patint després dels crims comesos contra la seva dona pels cardassians. La raça cardassiana es va introduir a l'episodi de la quarta temporada de La nova generació, "La ferida", on un tractat de pau entre la Federació i els cardassians ha cedit el control d'alguns planetes de la Federació als cardassians, que després procedeixen a hostigar els colons de la Federació, donant lloc a un grup de resistència clandestí dels Maquis que sent que necessita lluitar tant contra els cardassians com contra la Federació per sobreviure i mantenir les seves pròpies colònies dins del territori ocupat pels cardassians.
Com a resultat d'haver-se d'adaptar a les tàctiques rebels/guerrilla, els membres de la tripulació dels Maquis tenen un conjunt menys rígid de normes de conducta, i una cadena de comandament i un estil operatiu menys estructurats. Això proporciona una gènesi per als conceptes principals de l'episodi i una resolució a la tensió entre aquests dos estils organitzatius. El cap de seguretat Tuvok és assignat a entrenar quatre dels membres més problemàtics de la tripulació dels Maquis per operar millor a bord de la seva nova nau, d'acord amb les normes i regulacions de la Flota Estel·lar.
A més, Neelix gairebé destrueix la Voyager intentant fer el seu propi formatge, cosa que es resol donant "febre" a la nau, curant els seus sistemes biològics.

## Argument
Després que el tripulant Dalby es mostri insubordinat al cap de seguretat Tuvok, el vulcanià parla de la situació amb la Capitana Janeway. Janeway entén la frustració de Tuvok, però assenyala que els Maquis mai han estat entrenats en els procediments o filosofies de la Flota Estel·lar. S'organitza una classe per ensenyar a diversos membres de la tripulació dels Maquis el protocol de la Flota Estel·lar, impartit per Tuvok, un antic instructor de l'acadèmia. Al principi, els seus esforços no tenen èxit; els alumnes abandonen la seva primera lliçó malgrat les ordres de Tuvok de quedar-se. Més tard, al menjador, Dalby deixa clar a Chakotay que vol fer les coses a la manera dels Maquis. Chakotay colpeja Dalby, dient que si Dalby vol fer les coses a la manera dels Maquis, ell també ho farà, utilitzant la violència per imposar la disciplina. Un cop feta la seva observació, els estudiants tornen a les sessions d'entrenament de Tuvok.
Quan Tuvok comparteix amb Neelix que està frustrat per la manca de voluntat dels Maquis d'adaptar-se al protocol de la Flota Estel·lar, Neelix indica que potser és Tuvok qui està sent inflexible en la seva estricta adherència al procediment, i que potser si "treballés una mica les normes", els alumnes el respectarien més. Tuvok intenta conèixer Dalby socialment, però fa pocs progressos.
"Porta el formatge a la infermeria" 
Mentrestant, es descobreix que el circuit bioneural que fa funcionar molts dels sistemes crucials de la nau s'ha infectat amb una malaltia. Tuvok i el Doctor rastregen la infecció fins a un lot de formatge casolà que Neelix ha preparat. El Doctor descobreix que l'única manera de matar el microbi és escalfar els paquets de gel bioneural. La tripulació fa funcionar el nucli de curvatura al 80%, cosa que produeix prou calor per matar el virus; tanmateix, també inicia una sobrecàrrega de pols, cosa que fa que molts conductes d'energia s'esvaeixin.
En aquell moment, una altra classe està en curs en una bodega de càrrega quan un conducte d'energia explota i l'habitació comença a omplir-se de gas nociu. Un dels aprenents està inconscient, però Tuvok ordena a la resta que el deixin enrere i es salvin. Els aprenents estan enfadats pel seu aparent menyspreu per la vida del seu amic i inicialment s'hi neguen, però Tuvok els obliga a sortir. Aleshores contradiu la seva pròpia ordre, tornant per salvar el tripulant ferit i, en el procés, sucumbeix al gas i es desmaia. Els altres aprenents treballen junts per rescatar Tuvok i el seu amic. Després, Dalby li diu a Tuvok que si està disposat a infringir el protocol de la Flota Estel·lar per salvar-ne un, potser al final poden acceptar les normes de la Flota Estel·lar.

## Actors convidats
- Armand Schultz - Kenneth Dalby
- Derek McGrath - Chell
- Kenny Morrison - Gerron
- Catherine MacNeal - Mariah Henley
- Thomas Alexander Dekker - Henry Burleigh
- Lindsey Haun - Beatrice Burleigh

## Producció
La trama principal de l'episodi, que tracta sobre Tuvok i els seus aprenents, es va concebre originalment com una subtrama per a un altre episodi, fins que els guionistes van decidir que els agradava prou per convertir-la en el focus d'un episodi.Els productors de la sèrie es van decebre que "Corba d’aprenentatge" es convertís en el final de temporada per defecte a causa de problemes de programació, i el van descriure com "un episodi corrent... no va ser un final en suspens. No va ser un final de temporada. No va tenir cap èxit. Simplement vam desaparèixer". Ja s'havien produït quatre episodis més, però es van retenir fins a l'inici de la segona temporada. Els esquemes utilitzats per construir els decorats d'aquest episodi es trobaven entre els articles venuts a la subhasta en línia d'articles de Star Trek It's a Wrap!.

## Càsting
L'episodi inclou diversos convidats i coprotagonistes, com ara Armand Schultz, Derek McGrath, Kenny Morrison, Catherine MacNeal, Thomas Dekker, Lindsey Haun, i Majel Barret.

## Recepció
Keith DeCandido el va qualificar a "tor.com" el 2020 com un episodi lleugerament per sota de la mitjana de "Star Trek: Voyager". Va criticar els problemes per integrar els antics membres dels Maquis que es van mostrar aquí, que s'haurien d'haver mostrat molt abans a la primera temporada. També va assenyalar que ja s'havien introduït personatges secundaris importants al llarg de diversos episodis. Aquest episodi, però, se centra en quatre personatges que no s'havien vist mai abans i que, amb una excepció, no tornen a aparèixer mai més. DeCandido va trobar particularment problemàtic que l'episodi ignori completament el passat de Tuvok. Havia estat instal·lat a la nau Maquis de Chakotay com a espia, de manera que ja hauria d'estar familiaritzat amb les quatre persones de les quals se suposa que ha de cuidar. DeCandido va trobar el programa d'entrenament de Tuvok força acceptable, però el final de la història força fluix, ja que va trobar increïble que un acte inesperat de Tuvok fos suficient per convertir Dalby i els altres en bons oficials. A DeCandido li va agradar la subtrama sobre el formatge de Neelix fent que les bosses de gel es posessin malaltes.
Mark A. Altman de Trek Navigator va donar a l'episodi dues estrelles i mitja afirmant que l'episodi "es reprodueix com una versió lleugera dels mateixos guionistes "Lower Decks"." Doux Reviews assenyala que els aprenents reticents han d'escollir entre "...confinament a la cel·la o rebre cops de puny..." però va qualificar el final d'"obvi però satisfactori", donant-li una qualificació d'"un de cada quatre reclutes". TV.com llista "Corba d’aprenentatge" amb una qualificació de 8,1 punts sobre 10 en 201 ressenyes d'usuaris a partir del 2018.
Juliette, al lloc web "Doux Reviews", va escriure una crítica negativa de l'episodi, però va dir que el final era obvi però ben fet.
El 2020, io9 va llistar aquest com un dels set episodis "imprescindibles" de la primera temporada de Star Trek: Voyager.